# Maleïnezuur
Maleïnezuur of (2Z)-but-2-eendizuur is een organische verbinding met als brutoformule C4H4O4. Het is de triviale naam voor cis-buteendizuur en als zodanig behoort het tot de stofklasse der dicarbonzuren. De stof komt voor als een wit kristallijn poeder dat zeer goed oplosbaar is in water.

## Synthese
Industrieel wordt maleïnezuur bereid door hydrolyse van maleïnezuuranhydride. Maleïnezuuranhydride wordt ook geproduceerd door oxidatie van benzeen of butaan.

## Structuur en eigenschappen
Maleïnezuur is het Z- of cis-isomeer van buteendizuur. Het andere isomeer is fumaarzuur. Dit verschil in configuratie resulteert in een verschil in vormingsenthalpie van 22,7 kJ/mol. Bovendien zijn de eigenschappen van de 2 isomeren totaal verschillend. Daar waar maleïnezuur oplosbaar is in water, is fumaarzuur onoplosbaar. Verder is het smeltpunt totaal verschillend (137°C voor maleïnezuur tegenover 287°C voor fumaarzuur). Deze verschillen in eigenschappen kunnen herleid worden naar de hoeveelheid en sterkte van intermoleculaire waterstofbruggen die gevormd kunnen worden. Maleinezuur kan interne waterstofbruggen vormen, terwijl dit bij fumaarzuur niet het geval is. De moleculen van fumaarzuur zijn door de E-configuratie van de dubbele binding veel beter stapelbaar en kunnen ook veel efficiënter intermoleculaire interacties aangaan. Dit leidt tot een hoger smeltpunt voor fumaarzuur.
Maleïnezuur is een relatief sterk dicarbonzuur met twee zuurconstanten:
- pKa1 = 1,9
- pKa2 = 6,07

## Toepassingen
Maleïnezuur wordt in de industrie gebruikt als precursor voor de synthese van tal van andere verbindingen. Zo wordt glyoxylzuur gevormd door ozonolyse. Verder wordt het door een isomerisatiereactie omgezet in fumaarzuur. Op industriële schaal wordt deze reactie gekatalyseerd door een anorganisch zuur of door thio-ureum. Door hydrogenering van maleïnezuur kan barnsteenzuur gevormd worden. Maleïnezuur kan worden gebruikt bij het ontkalken van koffiezetapparaten. 